# استصلاح الأراضي البحرية

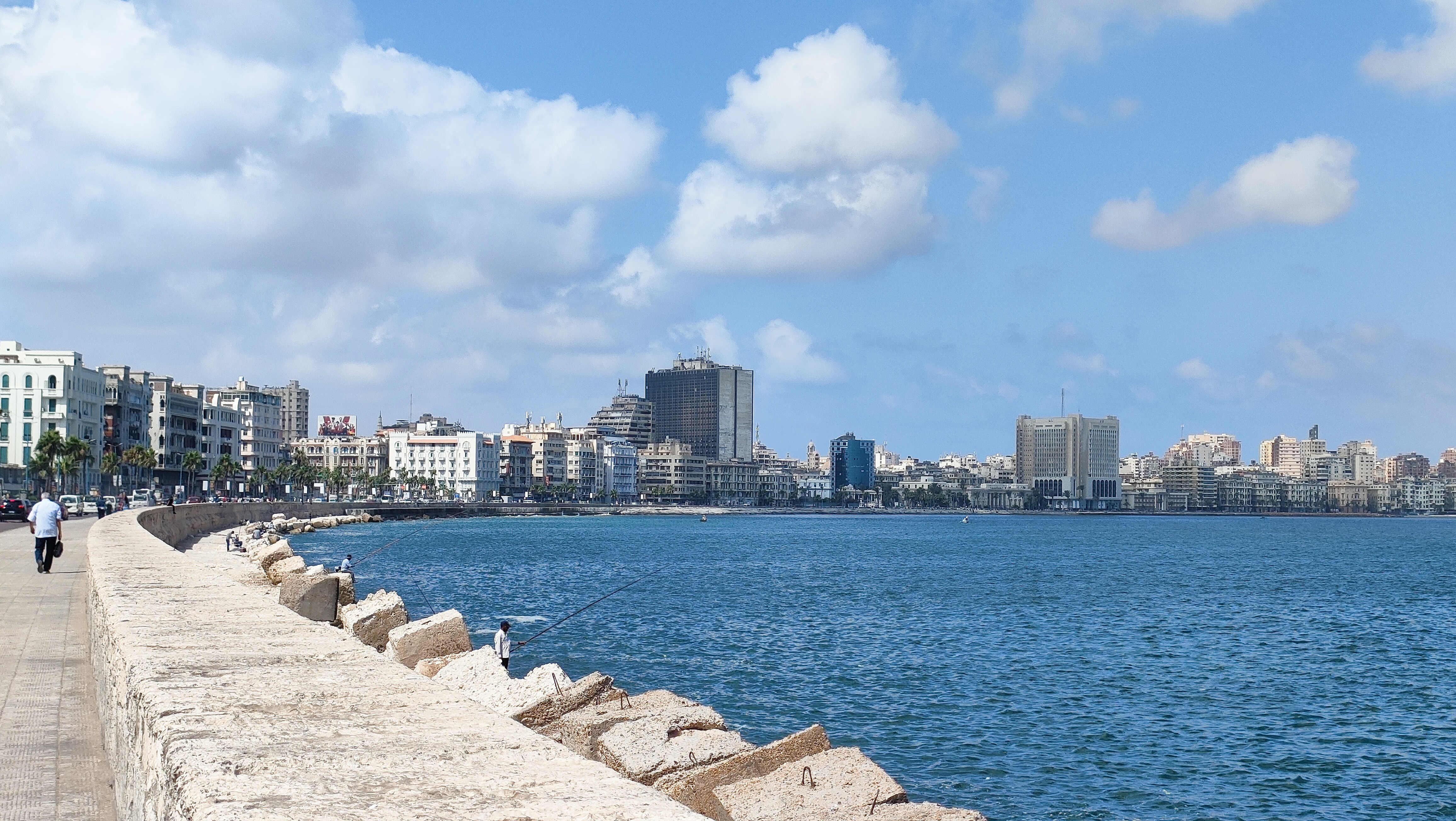
استصلاح شواطئ رملية في منطقة - حي شرق الإسكندرية.

استصلاح الأراضي البحرية هي عملية إنشاء أراضٍ جديدة في البحر.

## استصلاح الأراضي حول العالم

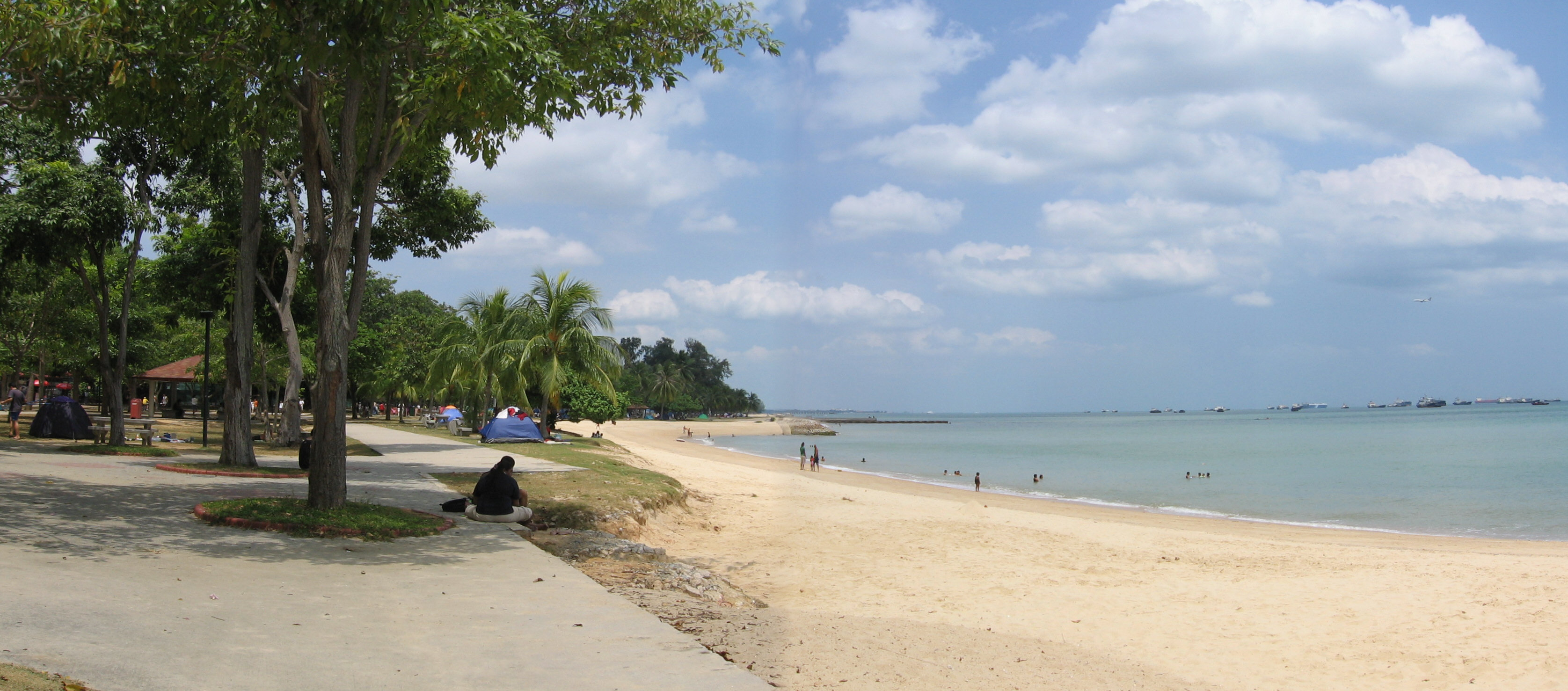
الساحل الشرقي لسنغافورة مبنيٌ على أرضٍ مستصلحة وشاطئ من صنع البشر.

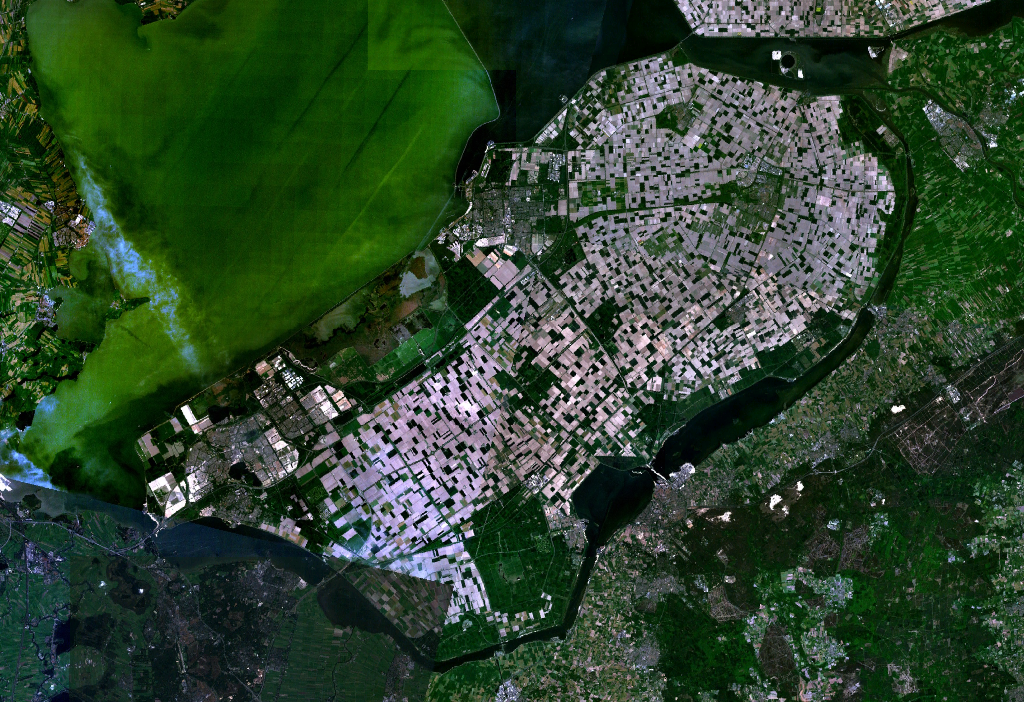
جزيرة فلفودوبلر في هولندا هي أكبر جزيرة صناعية في العالم وهي مبنية على أرض مستصلحة.

من أهم الأمثلة على استصلاح الأراضي في الغرب: أجزاء كبيرة من هولندا ونيو أورلينز التي بنيت على أرض كانت مستنقع فيما مضى، والكثير من واجهات سان فرانسيسكو البحرية التي استُصلحت من خليج سان فرانسيسكو ومدينة مكسيكو وشواطئ كيب تاون الأمامية وشاطئ شيكاغو وشاطئ خليج مانيلا وخليج باك وبوسطن وماساتشوستس ومنطقة باتري بارك في مانهاتن وحديقة ليبرتي الولائية (بالإنجليزية: Liberty State Park) التي يقع ضمنها تمثال الحرية، ومدينة نيو جيرسي، وميناء زيبروغ في بلجيكا والمناطق السكنية في جنوب غرب بريست وبيلاروس والأراضي المنخفضة في هولندا والواجهة البحرية لتورونتو.
أما المناطق المستصلحة في الشرق الأقصى: هونغ كونغ وماكاو واليابان والمدن الجنوبية الصينية والعاصمة الفلبينية مانيلا ووسط مدينة سنغافورة المشهورة بجهودها الحثيثة لاستصلاح الأراضي.
أما أول وأشهر مشروع في استصلاح الأراضي فكان مشروع برايا للاستصلاح في هونغ كونغ (بالإنجليزية: Praya Reclamation Scheme)، الذي أضاف من 50 حتى 60 فدان من الأراضي عام 1890 حيث كان أحد أهم المشاريع الطموحة التي تم تبنيها على الإطلاق خلال فترة استعمار هونغ كونغ، وتوسعة جزيرة تشك لاب كوك وقد تم استصلاح حوالي 20% من أراضي خليج طوكيو وموناكو والأراضي البريطانية ومنطقة جبل طارق الآخذة بالتوسع نظراً لاستصلاح الأراضي.
تعتبر الجزيرة الصناعية مثال على الأراضي المستصلحة، لكن عملية إنشاء جزيرة صناعية يعد مهمة مكلفة ومحفوفة بالمخاطر، وغالباً ما تكون في الأماكن ذات الكثافة السكانية العالية وذات الأراضي النادرة نسبياً مثل منطقة مطار كانساي الدولي في أوساكا ومطار هونغ كونغ الدولي. ومن أمثلة الجزر الصناعية: جزر النخلة وفندق برج العرب في دبي في الإمارات العربية المتحدة.

## دور الزراعة
قبل ظهور الصناعة كان الزراعة المحرك لاستصلاح الأراضي، ففي جنوب الصين قام المزارعون باستصلاح حقول الأرز باستخدام جدار حجري ضام على طول شاطئ البحر أو بالقرب من مصب النهر أو دلتا نهر، يكون هذا النوع الخاص من الأرز أكثر تحملاً للملوحة من الأنواع الأخرى. وكما يتم استخدام هذه الأراضي كأحواض للأسماك وهذه التقنية شائعة في دلتا نهر بيرل وهونغ كونغ. الأراضي المستصلحة تستقطب أيضاً أنواعاً من الطيور المهاجرة.

استخدم المزارعون تجفيف المستنقعات أو الأراضي الرطبة المغمورة موسمياً كطريقة فعالة لاستصلاح الأراضي وتحويلها إلى أراضي زراعية، وبالتالي يمكن استخدام للأرض بطريقةٍ تجاريةٍ مربحةٍ بدلاً من أن تكون مواطن للحيوانات البرية، كما أن استصلاح الأراضي تقنية فعالة في مكافحة البعوض.

## استصلاح الشواطئ
استصلاح الشواطئ هو عبارة عن عمليات إصلاح وإعادة بناء الشواطئ باستخدام مواد كالرمل والطين، ويمكن استخدام هذه الطريقة في الشواطئ التي تعاني من التآكل أو انجراف التربة بسبب المد والجزر؛ فالاستصلاح يوقف انجراف مواد الشاطئ الطبيعية بسبب المد والجزر ويعيد إليه مظهره الطبيعي، عملية استصلاح الشواطئ ليست حلاً طويل الأمد، غير أنها رخيصة مقارنةً بأنواعٍ أخرى من وسائل الحفاظ على المناطق الساحلية.

## الدفن
مع ارتفاع الكثافة السكانية خلال القرن العشرين في المناطق المتقدمة أصبحت عملية تطوير الأراضي وإعادة استخدام استراتيجيات إكمال الدفن ذات أهمية بالغة، وحالياً يتم بناء المكاتب والمصانع على أراض مدفونة، حيث شُيدت مبانى المكاتب على مواقع لدفن النفايات في سيراليون وبريسبان في كاليفورنيا، حيث استمرت عملية الدفن التحتي من 1965 حتى 1985، وتتألف في معظمها من مخلفات البناء من سان فرانسيسكو وبعض نفايات بلدية كاليفورنيا، حيث التقطت صور جوية قبل 1965 يظهر فيها أن المنطقة هي أرض المد في خليج سان فرانسيسكو وقد تم بناء سقف من الطين على الأنقاض قبل الموافقة على البناء
ومن الأمثلة الأخرى على هذه الآلية: منتزه سيدني الأولمبي، المكان الرئيسي لدورة الألعاب الأولمبية الصيفية 2000، الذي بني على مدافن للمخلفات الصناعية.
وتوجد إستراتيجية أخرى لمدافن النفايات وهي إحراقها بدرجة حرارة عالية حتى يتم تحويلها إلى غاز البلازما وهذه الاستراتيجية تستخدم حالياً في اليابان، ومن المخطط استخدام هذه التقنية في منشأة في مقاطعة سانت لويس بولاية فلوريدا
.